# Swertia pumila
Swertia pumila är en gentianaväxtart som beskrevs av Ferdinand von Hochstetter och Joseph Dalton Hooker. Swertia pumila ingår i släktet Swertia och familjen gentianaväxter. Inga underarter finns listade i Catalogue of Life.